# Mattie Moss Clark
Dr. Mattie Moss-Clark (Selma, 26 de março de 1925 - Southfield, 22 de setembro de 1994) foi uma diretora de coro gospel americano e mãe do The Clark Sisters, um renomado grupo vocal de Musica gospel. Clark é creditado para criar a harmonia de três partes (separando partes vocais para soprano, contralto e tenor), uma técnica que é predominante entre coros do gospel hoje.

## Discografia

### State Choir of Southwestern Michigan C.O.G.I.C. Albums
- 1958 Going To Heaven to Meet the King
- 1959 Lord Do Something For Me (KAPP, KL-1258) - ( Eugene J. Potts, Director)

### Southwest Michigan State Choir Albums (Mattie Moss Clark, Composer, Arranger, Director and Co-Chairman)
- 1963 Wonderful,Wonderful (Savoy, MG-14077)
- 1964 None But the Pure in Heart (Savoy, MG-14099)
- 1965 Salvation is Free (Savoy, MG-14120)
- 1966 A City Called Heaven (Savoy, MG-14151)
- 1967 A Closer Walk with Thee (Savoy, MG-14181)
- 1968 Show Me the Way (Savoy, MG-14193)
- 1969 What I Need/Lord, I'm Thankful                    (Savoy, 45 R.P.M.)
- 1968 Lord, Renew My Spirit Within (Savoy, MG-14203)
- 1969 I'll Take Jesus for Mine (Savoy, MG-14215)
- 1979 The Best of the Southwest Michigan State Choir (Savoy, SGL-7032)
- 1982 Christ Won't Fail (Sound of Gospel SOG-132)
- 1984 Humble Thyself (DME Records GP-772)
- 1995 Dr. Mattie Moss Clark presents a Reunion of the Southwest Michigan State Choir... Live! (Sparrow)

### Mattie Moss Clark & the Clessiastic Sounds Albums
- 1970 Try Jesus, He Satisfies (Savoy Records MG-14232)
- 1971 Seek Him and He Will Let You Come In (Savoy Records MG-14249)

### Charles Harrison Mason Memorial Choir
- Just to Behold His Face(Desconhecido) (Fanco Records 6053)

### Mattie Moss Clark & the Michigan State Community Choir Albums
- 1972 Wonderful Grace of Jesus (WestBound Records WB4002)
- 1972 That's Christ (WestBound Records WB4004)
- 1973 The Hands of God Reached Out and Touched Me (WestBound Records WB4006)
- 1974 I Don't Know What I Would Do Without the Lord (WestBound Records WB4008)
- 1975 The Wages Of Sin Is Death (Sound of Gospel,SOG 072)
- 1976 He Was Hung Up For My Hang-Ups (Sound Of Gospel, SOG-076)
- 1978 I Am Crucified With Christ (Sound of Gospel)

### Mattie Moss Clark Solo Albums
- 1979 Make Me That Building Not Made By Hand (Sound of Gospel, SOG 089)
- 1979 I’m Not Alone (Sound Of Gospel, SOG 88G 097)
- 1975 Sound Of Gospel Presents (Sound Of Gospel)

### Mattie Moss Clark/ Clark Sisters Albums
- 1974 Mattie Moss Clark Presents the Clark Sisters (Billesse Records)
- 1973 Jesus Has a Lot to Give       (Billesse Records)
- 1976 Unworthy                      (Sound of Gospel)
- 1978 Count It All Joy              (Sound of Gospel, SOG-081)
- 1978 New Dimensions of Christmas Carols (Sound of Gospel, SOC-085)
- 1979 He Gave Me Nothing to Lose    (Sound of Gospel, SOG-?, )
- 1980 Is My Living in Vain          (New Birth Records, NB7056)
- 1981You Brought the Sunshine      (Sound of Gospel, SOG-132)
- 1982 Sincerely                     (New Birth Records, NB7058)

### Internacional Mass Choir Albums
- 1979 COGIC presents Because He Lives (2 LP Set, Recorded Live in Memphis, TN) (Tomato Music Co.)
- 1980 COGIC presents I Can Do All Things (2 LP Set, Recorded Live in Memphis, TN) (Tomato Music Co.)
- 1995 He'll Bring You Out! A Song is Born Celebration Saluting Dr. Mattie Moss Clark's 25th anniversary as president of the COGIC International Music Department(Bellmark Records, 70007-2)

### UNAC-5 United National Auxiliaries Convention Albums
- 1975 (PRE-UNAC) A Song is Born Vol. III Annual Music Convention of the COGIC, New Orleans,(Sound of Gospel, SOG? Banned for sale, but distributed free by Court Injunction)
- 1976 UNAC 5 Vol. 4 Part 1 (live in Dallas, Texas, (NorthBound Records 358A)
- 1976 UNAC 5 Vol. 4 Part 2 (live in Dallas, Texas, (NorthBound Records 358B)

- 1977 UNAC 5 Vol. 1 UNAC Cleveland/Excerpts recorded @ Baily Cathedral(Sound of Gospel, SOG-087)
- 1977 UNAC 5 Vol. 2 UNAC Cleveland/Excerpts recorded @ Baily Cathedral(Sound of Gospel, SOG-088)

- 1978 UNAC 5 SW Michigan State Choir Sings Again/Song is Born [UNAC New Orleans Excerpts] (Sound of Gospel, SOG-083)

- 1979 UNAC 5 Vol. 1 (live in Los Angeles, CA, 07 de julho, 1979) (Sound of Gospel, SOG 100)
- 1979 UNAC 5 Vol. 2 (live in Los Angeles, CA, 07 de julho, 1979) (Sound of Gospel, SOG 101)
- 1979 UNAC 5 Vol. 3 (live in Los Angeles, CA, 07 de julho, 1979) (Sound of Gospel, SOG 102)
- 1979 UNAC 5 Vol. 4 (live in Los Angeles, CA, 07 de julho, 1979) (Sound of Gospel, SOG 103)

- 1980 UNAC 5 Miami Beach Vol. 1 Convention Choirs under the direction of Mattie Moss Clark (Sound of Gospel, SOG 111)
- 1980 UNAC 5 Miami Beach Vol. 2 Convention Choirs under the direction of Mattie Moss Clark (Sound of Gospel, SOG 112)
- 1980 UNAC 5 Miami Beach Vol. 3 Convention Choirs under the direction of Mattie Moss Clark (Sound of Gospel, SOG 113)

- 1982 UNAC 5 San Francisco 'A Song is Born' Vol. 1 COGIC 75th Diamond Anniversary (Gospearl Records PL-16011)
- 1982 UNAC 5 San Francisco 'A Song is Born' Vol. 2 COGIC 75th Diamond Anniversary (Gospearl Records PL-16012)

- 1984 UNAC 5 Washington D.C. A Song Is Born: U.N.A.C. V (DME Records GP-7773)

- 1985 UNAC 5 Miami Beach 1985 'A Song is Born' (2 LP Set by Mattie Moss Clark Records, 2D MMC 100ABCD)

- 1986 UNAC 5 Houston,1986 'A Song is Born' (2 LP Set by Spirit & Truth Records,SAT-6002-DJ)
- 1987 UNAC 5 Detroit, 1987 'A Song is Born' (2 LP Set by Spiritual Uplift Records, SUR-7712)
- 1990 UNAC 5 San Francisco, CA 1990 "Go Tell it" (WFL Records, 790-082-2984)

- 1994 (POST-UNAC)* Dr.Mattie Moss Clark Presents the COGIC National Music Choir 'Live in Atlanta'  (Sparrow Records, G2 7243 8 51460 2 2 SPD1460)

### Mattie Moss Clark Presents & Collaborative Projects Albums
- 1971 The Gospel Workshop Mass Choir Live in Dallas, Texas (Singing 'He Abides')  (Savoy Records)
- 1980 COGIC presents Jesus Is The Light Of My Life – Conducted and Directed by Mattie Moss Clark (Tomato Music Co.)
- 1980 Mattie Moss Clark Presents Esther Smith & the Voices of Deliverance (Sound of Gospel, SOG-106)
- 1980 Take One Day at a Time" Missionary Essie Moss (with Mattie Moss Clark, Twinkie & Maria Gardner) (Billesse Record Corp. 360)
- 1981 Live at Ford Auditorium Vol.1 Mattie Moss Clark and the Southwest Michigan State Choir (Sound of Gospel, SOG-107)
- 1981 Live at Ford Auditorium Vol.2 Mattie Moss Clark and the Southwest Michigan State Choir (Sound of Gospel, SOG-108)
- 1981 Live at Ford Auditorium Vol.3 Mattie Moss Clark and the Southwest Michigan State Choir (Sound of Gospel, SOG-109)
- 1981 Mattie Moss Clark Presents Lucylle Lemon and the Lucylle Lemon Gospel Chorus  (Sound of Gospel, SOG-123)
- 1981 Douglas Miller and the Texas Southeast State Choir (COGIC) with Mattie M. Clark (Pearl Record Company PL-16002)
- 1982 Mattie Moss Clark presents The Greater Williams Temple Choir (COGIC) Live (GosPearl Records, PL-16004)
- 1982 Once Again, Mattie Moss Clark Presents Esther Smith (Sound of Gospel, SOG-138)
- 1983 Mattie Moss Clark Presents Kenneth Ward & the Central Illinois Mass Choir  (Sound of Gospel, SOG-141)
- 1986 Dr. Mattie Moss Clark Presents The Southern California Holy Gospel Music Workshop (2 LP Set, Recorded Live) (Spirit & Truth, 1986, #SAT6001)
- 1989 The Clark Sisters Bringing It Back Home with the Michigan State Community Choir (LP, VHS 'Live') A&M Records WR8449)
- 1994 Mattie Moss Clark Presents the Michigan State Mass Choir  Watch Ye Therefore  CD (Sparrow Corporation, SPC/D1437)
- 1989 Dr.Mattie Moss Clark Presents the Tony McGill & the Southern California Holy Gospel Music Feast, Live Recorded in Los Angeles (Sparrow Corporation, G2 7243 8 51464 2 8 SPD1464, 1995)
- 1993 Dr. Mattie Moss Clark Presents Corey Skinner's Collegiate Voices of Faith (Malac Records, MCD 4462 DIDX 0187726)
- 1996 Michael Scott and the Outreach Choir Lord, Let Me Hear From Heaven Live  at 71st Annual Holy Convocation, COGIC Commonwealth of Pennsylvania Jurisdiction	(Intersound 9180)

### Sound of Gospel CD Re-issues
- 2005 I'm Not Alone/The Hands of God Reached Out and Touched Me
 (Sound of Gospel) – 2 records on 1 CD
- 2005 That's Christ/He Was Hung Up for My Hang Ups
 (Sound of Gospel) – 2 records on 1 CD
- 2005 God's Got All You Need/I'm Crucified With Christ
 (Sound of Gospel) – 2 records on 1 CD
- 2005 Mattie Moss Clark - UNAC5 Live in Miami Beach 1980 - Volumes 1-3
 (Sound of Gospel) – 3 records on 2 CDs
- 2005 I Don't Know What I Would Do Without the Lord/Southwest Michigan State Choir Sings Again (Dr. Mattie Moss Clark - Michigan State Community Choir - Southwest Michigan State Choir) - Excerpts from Unac 5 New Orleans 1977 - Recorded September 1977 Bailey Cathedral COGIC Detroit, MI (Sound of Gospel)

### Livros/Informação Biográfica
- 1995 Climbing Up the Mountain" by Eugene B. McCoy  (Sparrow Press,SBK 1020)